# باراکودا (پهپاد)
باراکودا (به انگلیسی: Barracuda) یک پهپاد (هواگرد بی‌سرنشین) با موتور جت است که در حال حاضر توسط ایرباس در حال توسعه است تا نقش شناسایی هوایی و همچنین پهپاد رزمی را پشتیبانی کند. باراکودا سرمایه‌گذاری مشترک میان آلمان و اسپانیا است.
توسعه این پروژه پس از سقوط اولین پیش‌نمونه در مار منور (اسپانیا) هنگام نزدیک شدن به فرود در طی یک پرواز آزمایشی متوقف شد. این برنامه در سال ۲۰۰۸ ازسرگرفته شد و پیش‌نمونه دوم در نوامبر ۲۰۰۸ تکمیل شد. باراکودای بازسازی شده در ژوییه ۲۰۰۹ تحت مجموعه‌ای از آزمایشهای موفق پروازی در گوس بی، کانادا قرار گرفت و به دنبال آن پروازهای بیشتری در سال ۲۰۱۰ و ۲۰۱۲ انجام شد.
باراکودا دراصل رقیب داسو ان‌یوروان برای قراردادهای راهبردی و دفاعی است. هر دو شناساگریز هستند و دارای حداکثر سرعت هوا در حدود ۰/۸۵ ماخ است. در حالی که آلمان و اسپانیا پشتیبان باراکودا هستند، فرانسه، ایتالیا، سوئد، سوئیس، یونان و اسپانیا بودجه ان‌یوروان را تأمین می‌کنند. اطلاعات زیادی دربارهٔ باراکودا وجود ندارد، زیرا هنوز در حال توسعه است. با این حال، پنداشته می‌شود که بتواند تا سقف عملیاتی حدود ۲۰٬۰۰۰ فوت (۶٬۰۹۶ متر) پرواز کند و حداکثر بار ۳۰۰ کیلوگرم را حمل کند.

## توسعه
باراکودا به‌عنوان یک مطالعه پهپاد طراحی شد و قصد داشت ایرباس را به بازار پهپادهای ارتفاع‌متوسط دوربرد وارد کند، بازاری که به نظر آنها در چنگ آمریکا و اسرائیل است. توسعه آن در سال ۲۰۰۳ آغاز شد، به‌همراه اولین جضور رسمی آن در نمایشگاه هوایی برلین در سال ۲۰۰۶، جایی که کاربردهای نظامی و مشخصات باراکودا فاش شد. باراکودا در مار منور در مورسیا در طی یک پرواز آزمایشی در سال ۲۰۰۶ سقوط کرد، که پروژه را تا سال ۲۰۰۸ متوقف کرد. تمرکز فعلی ایرباس دریافت گواهی پروازهای آزادتر برای باراکودا در حریم هوایی آلمان است، درحالی که هدف بلندمدت این است که گواهی آن برای جریم هوایی برون‌مرزی تأیید شود.
ایرباس قصد دارد باراکودا را به‌عنوان یک نمونه مدولار توسعه دهند تا بتوان آن را برای نقش‌های مختلف مانند گشت دریایی بازسازی کرد. باراکودا همچنین ممکن است قادر به حمل سامانه‌های تسلیحاتی باشد که در محفظه بار مرکزی نصب شوند.
آلمان همچنین در حال مذاکره با سوئد و ایتالیا برای مشارکت چندملیتی تولید پهپاد به‌منظور رقابت با برنامه داسو ان‌یوروان به‌رهبری فرانسه است. اسپانیا، ایتالیا و سوئد هم‌اکنون در طرح فرانسه شرکت کرده‌اند.

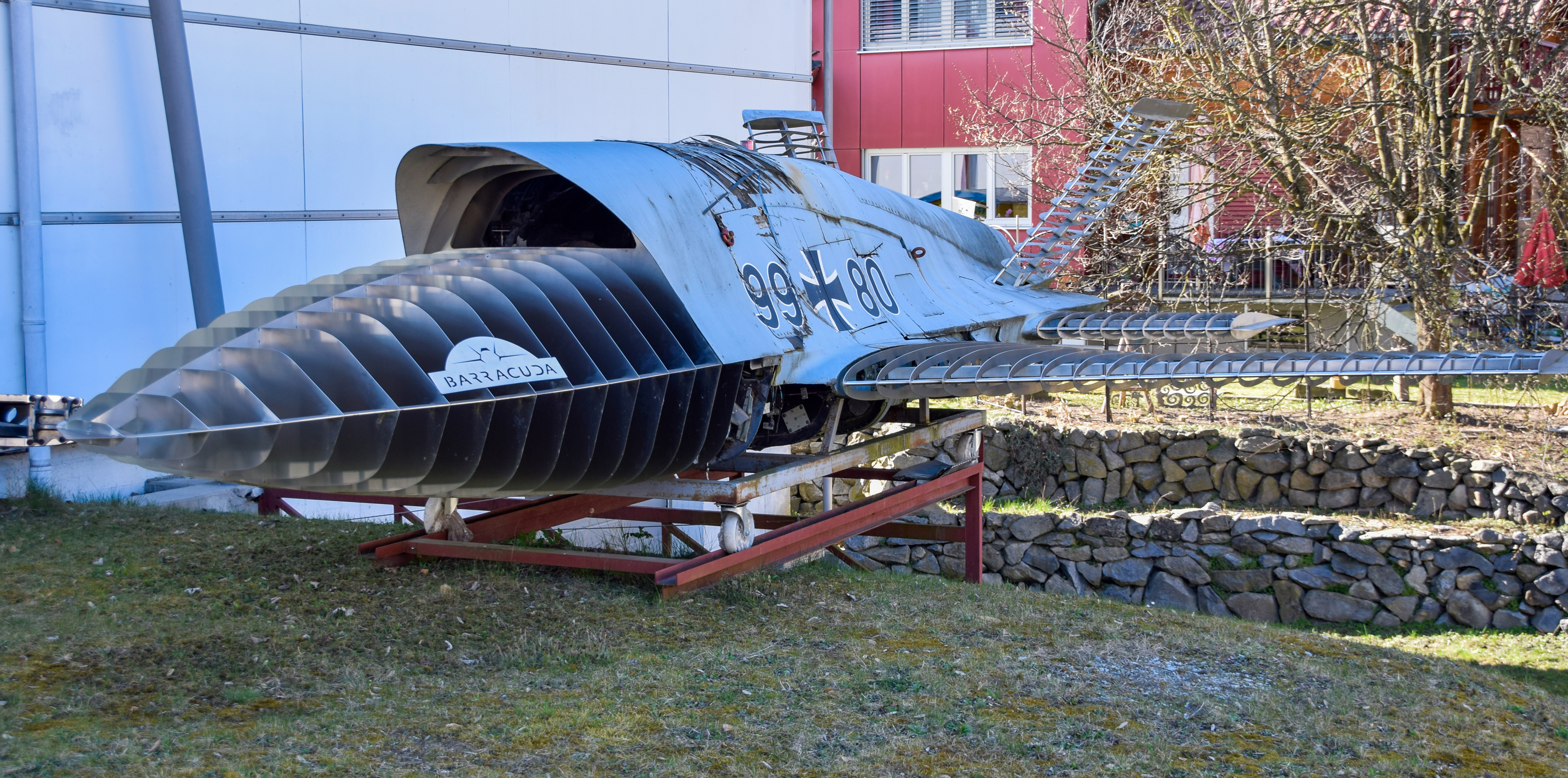
بقایای یک هواگرد باراکودا با بال‌های بازسازی شده

اولین پرواز باراکودا در آوریل ۲۰۰۶ در مکانی دورافتاده در شبه‌جزیره ایبریا انجام شد. این پرواز موفق بود اما نمونه اولیه در ۲۳ سپتامبر ۲۰۰۶ در حین پرواز آزمایشی در نزدیکی سواحل اسپانیا در منطقه مورسیا به آب سقوط کرد.

## طرح
باراکودا براساس اجزای موجود در بازار و همچنین بسیاری از سامانه‌های بهبودیافته است. تمام بدنه‌اش از فیبر کربن ساخته‌شده‌است، اما نسبت استحکام به وزنش در قیاس با مواد رایج بدنه هواپیما مانند آلومینیم بیشتر است (ساختار یوروفایتر تایفون و بوئینگ ۷۸۷ دریم‌لاینر هم درحد بالایی از این ماده شکل گرفته‌است). تنها قطعه فلزی مهم در سازه بال است که بال‌ها را تقویت می‌کند. این بخش اجازه می‌دهد تا بال‌ها برای حمل‌ونقل به‌راحتی برداشته شوند. باراکودا بدنه‌ای با شکل خاص دارد که شامل کانال اس و دم ۷ شکل برای پراکندن (انحراف) امواج رادار است و پهپاد رزمی را پنهانکار می‌کند.

## مشخصات فنی
داده‌ها از
ویژگی‌های عمومی
- طول: ۸/۲۵ متر
- بازه بال: ۷/۲۲ متر
- وزن عادی: ۲٬۳۰۰ کیلوگرم
- بیشینه وزن برخاست: ۳٬۲۵۰ کیلوگرم
- پیشران: ۱ × موتور توربوفن Pratt & Whitney JT15D با رانش ۱۴ کیلونیوتن

عملکرد
- بیشینه سرعت: ۱٬۰۴۱ کیلومتر بر ساعت
- بیشینه سرعت: ۰/۸۵ ماخ
- برد: ۲۰۰ کیلومتر
- سقف پرواز: ۶٬۱۰۰ متر